# Flash-Matic

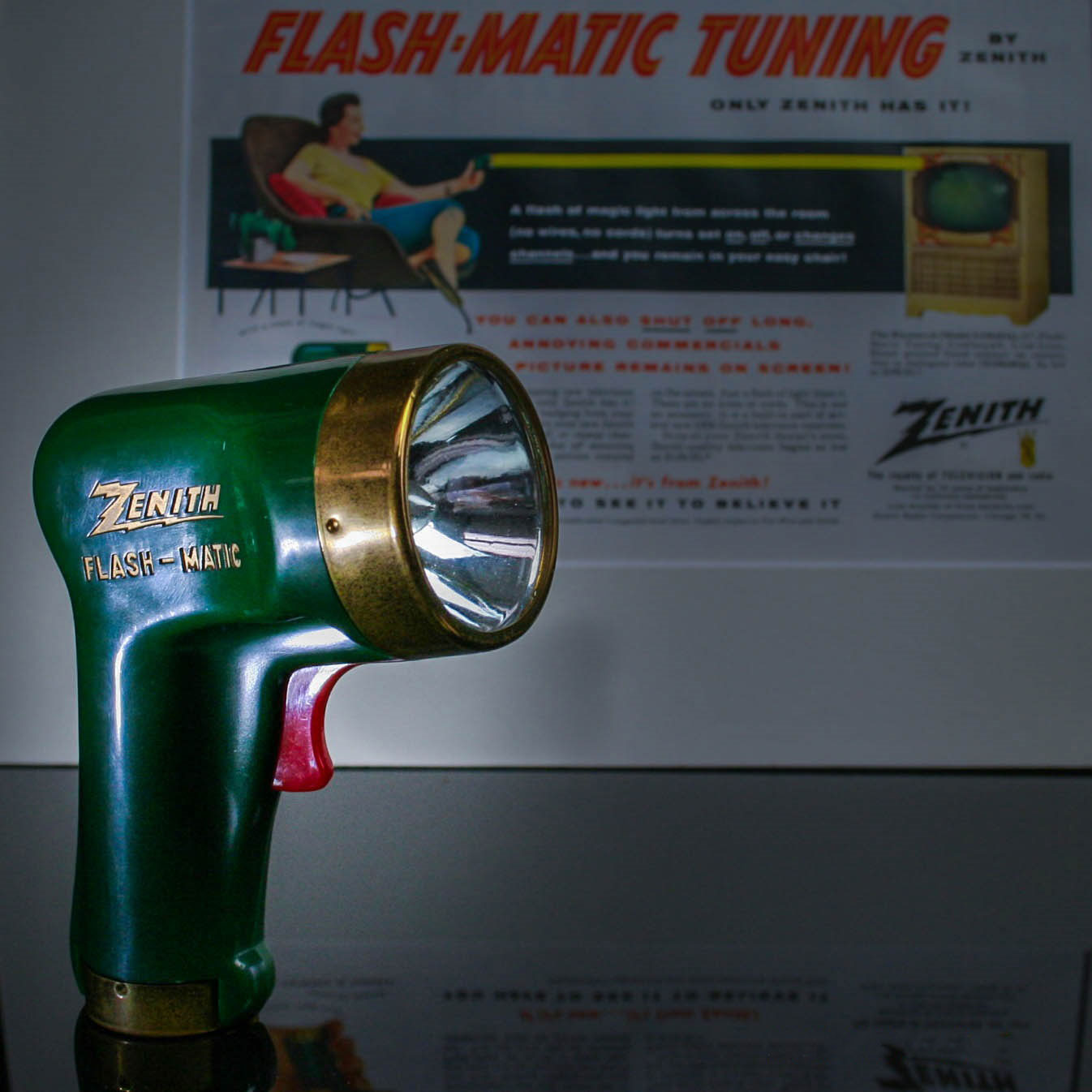
Zenith Flash-Matic von 1955

Flash-Matic war die erste kabellose Fernbedienung für Fernseher. Sie wurde 1955 von der Firma Zenith Electronics Corporation entwickelt. Die Form der Flash-Matic war
eine Mischung aus Taschenlampe und Duschkopf. In jeder Ecke des Fernsehgeräts waren Fotozellen angebracht, die mit der Flash-Matic anvisiert werden mussten. Jede der vier Fotozellen war für eine andere Funktion bestimmt. So konnte mit der Fernbedienung der Fernseher aus- und eingeschaltet, der Sender gewählt und der Ton aus- und eingeschaltet werden. Der Sender wurde wie bei der Fernbedienung Lazy Bones durch einen Elektromotor eingestellt.

## Geschichte
Nachdem die Fernbedienung Lazy Bones am Markt floppte, entschied der Präsident von Zenith Eugene F. McDonald, weiteren Aufwand in die Entwicklung einer verwendbaren Fernbedienung zu investieren. Daraufhin entwickelte der Zenith-Ingenieur Eugene Polley die Flash-Matic. Allerdings konnte sich auch diese Fernbedienung nicht durchsetzen, da der zugehörige Fernseher sich bisweilen durch im Raum vorhandenes Licht selbst einschaltete. Das lag daran, dass die Technik auf (sichtbarem) Licht beruhte. In Folge wurde auf Ultraschall als Informationsträger gesetzt, bevor sich die heute üblichen gepulsten Infrarot-Signale bei Fernbedienungen durchsetzten.